# Parafia św. Apostołów Piotra i Pawła w Dobrzykach
Parafia świętych Apostołów Piotra i Pawła w Dobrzykach – parafia rzymskokatolicka w diecezji elbląskiej. Erygowana w 1304 roku, reerygowana 8 sierpnia 1972 roku przez biskupa warmińskiego Józefa Drzazgę. Do parafii należą wierni mieszkający w miejscowościach: Dobrzyki, Siemiany, Jerzwałd, Jeziorno, Matyty, Rąbity, Rucewo, Rudnia, Zatyki. Tereny te znajdują się w gminie Iława i gminie Zalewo w powiecie iławskim w województwie warmińsko-mazurskim

## Historia parafii
Kościół katolicki w Dobrzykach wybudowano przed rokiem 1320. Od XVI wieku odbywały się tu nabożeństwa w języku polskim dla licznie mieszkających w okolicy Polaków. Po reformacji kościół stał się filią parafii w Zalewie i obsługiwali go polscy diakoni. Jeszcze w 1890 roku teren parafii zamieszkiwało około 100 osób władających językiem polskim. 
W 1818 roku do parafię w Dobrzykach tworzyło 1626 osób oraz wsie: Bukowiec, Czaplak, Jerzwałd, Jezierce, Kiemiany, Kiemiańskie Nowiny, Likszany, Matyty, leśniczówka Najka, Polajny, Rucewo, Rudnia, Siemiany i Stare Swale (obecnie prawdopodobnie jest to leśniczówka Szwalewo nad jeziorem Urowiec).
Przed 1945 rokiem parafia ewangelicka Dobrzyki obejmowała swym zasięgiem wiernych z następujących wsi i przysiółków:
- Dobrzyki / Weinsdorf (732 mieszkańców w 172 domach)
  - Koziny / Köszen
- Jerzwałd / Gerswalde (1026 mieszkańców w 300 domach)
  - Bukownica / Eichenlaube
  - Gerswalde - Forsthaus
  - Likszany / Lixainen Gut
  - Likszany /Lixainen - Nebengut
  - Rucewo / Rotzung
- Siemiany / Schwalgendorf (658 mieszkańców w 199 domach)
  - Schwalgendorf-Forstsekretärgehöft
  - Schwalgendorf-Oberförstereigehöft
  - Forsthäuser: Alt Schwalge
  - Brunftplatz
  - Neu Schwalge
  - Waldarbeitergehöfte: Alt Schwalge
  - Neu Schwalge
  - Schöneck
- Kiemiany / Kämmen (138 mieszkańców w 29 domach)
  - Böttchershof
  - Hak / Häack
  - Nowiny Hakowskie / Neusaß-Haack
  - Nowiny Kiemiańskie / Neusaß-Kämmen
  - Polajny / Paulehnen (142 mieszkańców w 26 domach)
  - Rohden
- Matyty / Motitten (176 mieszkańców w 43 domach)
  - Bukowitz
  - Fährhaus[1]

### Architektura
Świątynia jest częściowo gotycka, najstarszą częścią jest pochodzące z ok. 1320 prezbiterium posiadające sklepienie gwiaździste i surowy szczyt. W XIX w. kościół został rozbudowany, dodano nawę z czworoboczną drewnianą wieżyczką nad fasadą. Skromny neogotycki wystrój.

## Pastorzy i proboszczowie
Pastorzy parafii ewangelickiej w Dobrzykach do 1945 roku:
- HADAMER, Johann 1534 - 1554
- FEIERABEND, Ambrosius 1543 -
- GANDÄUS, Adrian 1587 - 1588
- SCHULTZ, Laurentius 1599 - 1602
- WITTE, Martin 1603 - 1613?
- FERRARIUS, Isaac 1632
- HARTWICH, Jacob 1649
- STEPHANI, Christoph 1668-1682
- NEBE, Jacob 1683-1693
- WOTZKI, Christoph 1694
- SCZIBALSKI, Christoph 1710-1737
- SKROTZKI, Christian Fr. 1738-1752
- MADEICKA, Johann Ludwig 1752-1764
- MALCKOWSKI, Michael 1765-1808?
- KOWALEWSKI, Gustav 1793-1806 Adjunkt
- SCHIEMANOWSKI, Joh. Hch. 1808-1831
- RHODE, Johann Jacob 1831-1859 ?
- STAHL, Ludwig Matthias 1859-1888
- DROYSEN, Max Ludwig Alb. 1889-1910
- GOLDBECK, Karl Herm. Fr. 1901-1934
- SALKOWSKI, Ernst 1936-1937 Hilfsprediger
- LAUDIEN, Martin 1937-1945

Proboszczowie parafii w Dobrzykach po 1945 roku:
- 1964 - ? - ks. Piotr Starzec
- ks. Hieronim Kozuń
- 1973–1981 - ks. Stefan Kulka
- 1981–2008 - ks. kanonik Bolesław Ejdys
- 2008 - nadal - ks. Mariusz Pawlikowski